# Дюна (минный заградитель)
Дюна — винтовой двухмачтовый товарный пароход, впоследствии минный заградитель Русского императорского и советского флота.

## История
Построен в 1884 году по заказу Рижского пароходного общества на верфи «Randolph, Elder & Co» в Глазго как товарный пароход. Эксплуатировался Рижским пароходным обществом под названием Duna. Порт приписки Рига (№85). Судно могло перевозить до 75 пассажиров на палубе.
В 1888 году был установлен новый котел. В 1900 судно прошло капитальный ремонт. Была увеличена длина корпуса (соответственно увеличились водоизмещение и грузоподъемность), во внутренних помещениях оборудовали каюты III класса на 75 пассажиров. В 1905 году прошло ремонт на заводе Болдерая (Рига), в результате которого каюты были демонтированы.
7 марта 1913 года судно было продано Русскому Восточно-Азиатскому пароходству.
12 августа 1915 года мобилизован и включен в состав Балтийского флота в качестве посыльного судна. 11 мая переклассифицирован в минный заградитель. 25 октября 1917 года перешел на сторону советской власти. В мае 1918 год сдал в Кронштадтский порт на долговременное хранение.
В июле 1918 года передан Балтийскому областному управлению водного транспорта НКПС и переименован в «Правду».
31 июля 1918 года вновь мобилизован. Использовался на Ладожском озере в качестве транспорта. 9 сентября 1918 года пришёл в Сортавалу, где был захвачен финнами. Под названием «Taipale» вошёл в состав Ладожской флотилии финнов. 1 ноября того же года был переподчинён 3-му батальону береговой артиллерии. В середине января 1919 года стал на зимовку.
В конце апреля 1919 года передан компании «Laatokan Meriliike O/Y». C сентября 1920 года в отстое.
В сентябре 1922 года по Тартускому мирному договору передан Советской России. В октябре под названием «Правда» вошёл в состав Государственного Балтийского пароходства Госторгфлота НКПС. По причине плохого технического состояния судно почти все время находилось в отстое, и в 1924 году было сдано на слом.

## Описание
- Водоизмещение: 1040 т
- Длина: 56,9 м
- Ширина: 8 м
- Осадка: 4,57 м
- Двигатель: паровая машина (320 л. с.)
- Скорость: 9,8 л. с.
- Дальность плавания: 1400 миль
- Вооружение: 2×47-мм